# Andrea Álvarez (álbum)
Andrea Álvarez es el primer disco solista de la percusionista, baterista, cantante y compositora argentina Andrea Álvarez. Se caracteriza por la primacía de los instrumentos percusivos por sobre cualquier otro. Entre los invitados se encuentran Emilio Haro, Gustavo Cerati, Erica García y Zeta Bosio.
Los cortes de difusión fueron "40 Minutos" y "¿Carnavalito?". La canción "Te Maté Porque Sí" fue utilizada en 2005 como cortina de un episodio de la serie argentina "Mujeres asesinas", transmitida por Canal 13.

## Lista de canciones
1. 40 minutos
2. ¿Carnavalito?
3. Yoko
4. Mío
5. Heridas de guerra
6. Fan
7. Yo&Ka (dueto con Erica García)
8. Te maté porque sí
9. Adictos
10. Las chicas están bien
11. S.O.S. un ángel